# Pelagio
Para otras personas del mismo nombre, véase Pelagio (desambiguación).
Pelagio (en latín Pelagius) fue un monje britano, ascético y acusado de heresiarca, que vivió entre los siglos IV y V d. C. Sufrió una dura persecución por parte de la Iglesia de Roma tras enseñar ideas consideradas heréticas por los líderes de esta, como su negación del concepto del Pecado Original, que posteriormente sería considerado dogma. Paradójicamente, antes de esto había gozado de cierta popularidad entre la curia romana y el propio San Agustín, que luego sería uno de sus más feroces críticos, llegó a definirle en su momento como «santo varón». Sus ideas serían el fundamento del pelagianismo.

## Biografía
Se ignora la fecha y lugar exactos de su nacimiento, aunque se cree que este pudo acontecer alrededor del 354 d. C. en algún punto de las islas británicas (probablemente Gran Bretaña, aunque se ha sugerido que podría ser irlandés). Estudió teología y hablaba griego y latín con fluidez, pero a pesar de que había servido como monje durante años, nunca llegó a ser realmente un clérigo. Comenzó a ser conocido en torno al año 400, cuando viajó a Roma. Aquí escribió algunas de sus mayores obras, como De fidi Trinitatis libri III, Eclogarum ex divinis Scripturis liber unus y un comentario sobre las epístolas de San Pablo. La mayor parte de estos trabajos se han perdido hoy en día, sobreviviendo escasos fragmentos citados precisamente por sus oponentes.
En Roma, Pelagio observó con preocupación el relajamiento de la moral cristiana en la sociedad, culpando de este a la teología de la gracia divina que predicaban San Agustín y otros monjes. Se dice que en torno al año 405 oyó una cita de las Confesiones de San Agustín que decía Dame lo que tú ordenes y ordena lo que tú hagas[cita requerida]. Pelagio mostró su preocupación ante la idea que esta nota encerraba, ya que la consideraba contraria a los postulados tradicionales del Cristianismo sobre la gracia y el libre albedrío y sostenía que reducía al hombre al papel de mero autómata. Que por todo esto, todo el mundo tiene este nombre.
Cuando las tropas de Alarico I tomaron y saquearon Roma en 410, Pelagio abandonó la ciudad junto a su discípulo Celestio y se instaló en Cartago, donde continuó expandiendo su doctrina y llegó a conocer en persona a San Agustín.

## Controversias
Es difícil exponer una visión imparcial de Pelagio y su influencia. Tanto la Iglesia de Roma como las doctrinas protestantes lo consideran herético y condenan sus trabajos, hasta el punto de que se han acusado de pelagianismo entre sí en varias ocasiones a lo largo de la Historia. La Iglesia ortodoxa, por su parte, no ha llegado nunca a pronunciarse sobre el tema, pasándolo por alto.

### San Agustín
La rápida difusión del pelagianismo en torno a Cartago, zona donde San Agustín tenía su principal base, hizo que este y sus seguidores fueran quienes atacaran de forma más pronta y dura las doctrinas de Pelagio. Entre 412 y 415, San Agustín escribió cuatro obras dedicadas únicamente a discutir el pelagianismo: De peccatorum meritis et remissione libri III, De spiritu et litera, Definitiones Caelestii y De natura et gratia. En ninguna de ellas llega a mencionar a Pelagio o Celestio por sus nombres, pero resulta evidente que se refiere a ellos en varias ocasiones. Entre las ideas más fuertemente defendidas por San Agustín (y rechazadas por los pelagianistas) están la existencia del pecado original, la necesidad del bautismo en la infancia, la imposibilidad de no cometer pecado si se vive al margen de Cristo y la necesidad de la gracia de este.

### San Jerónimo
Debido a la oposición surgida en África, Pelagio abandonó Cartago y se instaló en Palestina, donde ofreció su amistad al obispo Juan de Jerusalén. No obstante, también encontró oposición aquí, fundamentalmente en la figura de San Jerónimo de Estridón, monje de Belén que escribió contra él en una carta a Ctesifonte (Dialogus contra pelagianos) y sobre todo en la de Orosio, un discípulo hispanorromano de San Agustín que había sido enviado allí expresamente para aumentar la oposición contra Pelagio. En julio de 415, el obispo de Jerusalén convocó un sínodo para discutir la cuestión pelagiana, fracasando Orosio en su exposición debido a que la hizo en latín cuando la mayoría de los presentes sólo hablaba y entendía el griego. Esta primera reunión acabó con una cierta inclinación por las tesis de Pelagio acerca de la ausencia del pecado original.

### El Sínodo de Dióspolis
Apenas unos meses después, en diciembre de 415, se convocó otro sínodo en Dióspolis (Lod) presidido por un obispo de Cesarea e iniciado por dos obispos que habían colgado los hábitos llegados de Palestina. No asistieron obispos por otras razones que no fueran la principal y Orosio estuvo ausente debido a la oposición del obispo Juan. Durante su turno, Pelagio expuso su idea de la necesidad de Dios en la salvación humana, al tiempo que trataba de distanciarse de algunas posiciones de Celestio. Así mismo, mostró varias cartas de recomendación ante los asistentes, una de ellas escrita años atrás por el propio san Agustín.
Una vez concluido el Sínodo de Dióspolis, los asistentes dieron su aprobación a Pelagio, considerando que sus doctrinas no quedaban fuera de los postulados de la Iglesia.

### Inocencio I
Cuando Orosio regresó a África, se convocaron dos sínodos en los que se condenó a Pelagio y Celestio, a pesar de que ninguno de los dos asistió a ellos. Con el fin de dotarlos de validez, san Agustín y otros cuatro obispos escribieron una carta al papa Inocencio I, instándole a condenar el pelagianismo. Este accedió sin mucha presión, pero murió poco después, en marzo de 417. Su sucesor fue Zósimo.

### Zósimo
Antes de ser condenado definitivamente, Pelagio escribió una última carta al papa, De libero arbitrio libri IV, en la que trataba de convencerle una vez más de que sus creencias no entraban en conflicto con las defendidas por la Iglesia. El texto, no obstante, nunca llegó a ser leído por Inocencio, ya que llegó a Roma después de la muerte de este y la entronización de Zósimo en 417. En su interior, Pelagio defendía que el bautismo infantil era necesario para conseguir la entrada en el Reino de Dios, pero no para conseguir la vida eterna, pues no acababa realmente con el pecado original, sino que el fiel debía evitar este mediante la Gracia obtenida al estudiar las escrituras y oír los sermones. Tras leer la carta, Zósimo (mucho menos estricto que su predecesor) le declaró inocente.
El hecho de que Pelagio y Celestio no fueran finalmente juzgados como herejes, sorprendió enormemente a san Agustín, que convocó un nuevo sínodo en Cartago en 418. Allí expuso nueve creencias defendidas por la Iglesia que eran negadas por el pelagianismo: 
1. La muerte es producto del pecado, no de la naturaleza humana.[3]
2. Los niños deben ser bautizados para estar limpios del pecado original.
3. La "gracia justificante" (gratia gratum faciens) cubre los pecados ya cometidos y ayuda a prevenir los futuros.
4. La gracia de Cristo proporciona la fuerza de voluntad para llevar a la práctica los mandamientos divinos.
5. No existen buenas obras al margen de la gracia de Dios.
6. La confesión de los pecados se hace porque son ciertos, no por humildad.
7. Los santos piden perdón por sus propios pecados.
8. Los santos también se confiesan pecadores porque realmente lo son.
9. Los niños que mueren sin recibir el bautismo son excluidos tanto del Reino de Dios como de la vida eterna.

Este canon fue aceptado como una creencia universal por la Iglesia, provocando la desaparición del pelagianismo en Italia. En la actualidad, la Iglesia católica sigue defendiendo los ocho primeros puntos, pero rechaza el noveno al considerar que los niños que mueren sin ser bautizados "quedan confiados a la misericordia de Dios".

## Pelagio y la doctrina del libre albedrío
Después de Dióspolis, Pelagio escribió dos obras perdidas hace tiempo, "De la Naturaleza" y "Del Libre Albedrío", en las que volvía a defender su concepción de la naturaleza del pecado y arremetía una vez más contra san Agustín, acusándole de estar bajo la influencia del Maniqueísmo al elevar el mal al mismo nivel que Dios, y de contaminar la doctrina cristiana con un fatalismo de origen pagano, según él.
San Agustín se convirtió efectivamente al cristianismo desde el maniqueísmo, doctrina que sostenía la existencia de un espíritu puro creado por Dios en oposición a un cuerpo corrupto y malvado, no creado por este de forma directa. Pelagio discutió la idea de que los humanos pudiesen ser condenados al infierno por hacer algo que en realidad no podían evitar, el pecado, y la identificó con ideas típicas del maniqueísmo, como el fatalismo y la predestinación, totalmente ajenas al concepto de libre albedrío de la humanidad. De acuerdo con los pelagianistas, estos restos de creencia fatalista se apreciaban especialmente en las enseñanzas de Agustín sobre la caída de Adán, que todavía no eran de uso corriente en el momento de iniciarse la confrontación entre ambos. En oposición a ello, Pelagio y sus seguidores defendían que la humanidad era capaz de evitar el pecado, y que la elección de obedecer las órdenes de Dios era responsabilidad de cada persona. Tal idea, sin embargo, no era original de Pelagio y ya en la misma época era defendida en mayor o menor medida por varios pensadores, entre los que no faltaban algunos enfrentados a los pelagianistas por otras cuestiones.
Un ejemplo de la visión pelagiana acerca de la "habilidad moral" para no pecar se puede encontrar en su Carta a Demetria. Mientras se hallaba en Palestina, en 413, Pelagio recibió una carta de la renombrada familia Anicia de Roma. Una de las nobles damas de ésta, que figuraba entre sus seguidores, había escrito a varios teólogos occidentales, entre los que se encontraban San Jerónimo y posiblemente San Agustín, en busca de adoctrinamiento moral de su hija de 14 años, Demetria. Pelagio empleó la carta de respuesta para defender su discurso sobre la moralidad, enfatizando sus ideas sobre la santidad del hombre y su capacidad para elegir una vida donde primase ésta. La carta es probablemente el único escrito que sobrevive escrito de la propia mano de Pelagio, gracias a que, irónicamente, se creyó durante siglos que su autoría correspondía a Jerónimo de Estridón, si bien el propio San Agustín ya hacía referencia al texto y su autoría en su trabajo De la gracia de Cristo.

## Muerte y legado
Pelagio murió probablemente en Palestina en el año 420, según se desprende de algunas fuentes, aunque otras llegan a adjudicarle veinte años más de vida. En cualquier caso, se ignoran las causas y circunstancias de su fallecimiento. Algunos autores sospechan que fue ejecutado, mientras que otros apuntan a que Pelagio pudo huir de los territorios romanos y empezar una nueva vida exiliado en algún lugar de África o el Próximo Oriente.
Las doctrinas pelagianas se siguieron difundiendo tras la muerte de su autor, aunque posiblemente modificadas por los propios seguidores de Pelagio o sus enemigos. Durante un tiempo, el pelagianismo y el semipelagianismo tuvieron seguidores en Britania, Palestina y el norte de África.

## Pelagio en la ficción
The Pelagius Book, de Paul Morgan, es una novela histórica que presenta a Pelagio como un refinado humanista que enfatiza la responsabilidad del individuo frente al fatalismo feroz de san Agustín. En otras novelas, Pelagio tiene apariciones fugaces o es citado en varias ocasiones. Ejemplos de esto son los libros The Black Rood, de Stephen Lawhead, donde Pelagio mantiene una discusión con San Patricio, y la serie A Dream of Eagles de Jack White, uno de cuyos personajes principales es un fiel seguidor de las ideas pelagianas en torno al libre albedrío, razón por la cual acaba entrando en conflicto con los representantes de la Iglesia.
En cuanto al cine, la figura de Pelagio aparece empleada como macguffin en la reciente película El rey Arturo: La verdadera historia que inspiró la leyenda (King Arthur, 2004) dirigida por Antoine Fuqua, donde se menciona que fue el mentor del joven Arturo. Al conocer la noticia de su ejecución, Arturo decide renunciar a su lealtad al Imperio romano y ayudar a los britanos y pictos en su lucha contra los invasores sajones.
En la versión estrenada en cines de la película, Pelagio no aparece caracterizado, aunque en la versión extendida para DVD se le puede ver en una escena donde conversa con Arturo de niño.